# جایزه بزرگ هلند ۱۹۷۰
جایزه بزرگ هلند ۱۹۷۰ (انگلیسی: ‎1970 Dutch Grand Prix‎) یک مسابقهٔ موتوری در رشتهٔ اتومبیل‌رانی فرمول یک بود که در تاریخ ۲۱ ژوئن ۱۹۷۰ در پیست زاندفورت واقع در زاندفورت، هلند برگزار شد. این گراند پری در میان ۱۳ گراند پری در فصل ۱۹۷۰، مسابقهٔ شمارهٔ ۵ بود.
در این مسابقه که در ۹۰ دور و به مسافت ۳۷۷٫۳۷۰ کیلومتر (۲۳۴٫۴۸۷ مایل) برگزار شد، پول پوزیشن توسط جوهن رایندت کسب شد و سریع‌ترین زمان برای طی یک دور پیست که برابر با ۱:۱۹٫۲۳ بود نیز توسط ژاکی ایکس به ثبت رسید.
جوهن رایندت از تیم لوتوس-فورد، جکی استوارت از تیم مارچ-فورد و ژاکی ایکس از تیم فراری به‌ترتیب مقام‌های اول تا سوم مسابقه را کسب کردند.

## رده‌بندی قهرمانی پس از مسابقه
|       | جایگاه | راننده       | امتیاز |
| ----- | ------ | ------------ | ------ |
| ۱     | ۱      | جکی استوارت  | ۱۹     |
| ۲     | ۲      | جوهن رایندت  | ۱۸     |
| ۲     | ۳      | جک برابام    | ۱۵     |
| ۱     | ۴      | پدرو رودریگز | ۱۰     |
|       | ۵      | دنی هیولم    | ۹      |
| منبع: |        |              |        |

|       | جایگاه | سازنده      | امتیاز |
| ----- | ------ | ----------- | ------ |
|       | ۱      | مارچ-فورد   | ۲۵     |
| ۲     | ۲      | لوتوس-فورد  | ۲۳     |
| ۱     | ۳      | برابام-فورد | ۱۷     |
| ۱     | ۴      | مک‌لارن-فورد | ۱۶     |
|       | ۵      | ماترا       | ۱۳     |
| منبع: |        |             |        |

یادداشت
- تنها پنج جایگاه نخست از هر رده‌بندی نمایش داده شده‌است.